# Salvatore Magarò
Salvatore Magarò (Castiglione Cosentino, 29 maggio 1954) è un politico italiano.

## Biografia
Consigliere comunale di Castiglione Cosentino dal 1980 al 1985, è stato eletto sindaco del comune per quattro legislature, negli anni dal 1985 al 1992 e dal 1995 al 2004. Consigliere della Provincia di Cosenza dal 1985 al 1995, è stato poi eletto presidente della Provincia.
È consigliere regionale della Calabria dal 2005 al 2014. Eletto la prima volta nella lista dei Socialisti Calabresi, ha ricoperto la carica di Presidente della Commissione "Riforme e decentramento" ed è stato componente del Comitato di coordinamento istituzionale.
Nel 2010 è stato eletto nella circoscrizione di Cosenza per la lista di centrodestra "Scopelliti Presidente", con 5.033 preferenze. Presiede la Commissione contro la 'ndrangheta. Ha iniziato la sua carriera politica nel PSI, poi, dopo una esperienza con i radicali (la rosa nel pugno) è approdato al centro-destra per poi ricandidarsi alle ultime regionali del 2014 con il centro-sinistra e ottenere 3.271 preferenze. Non è stato rieletto.
Nel maggio 2019 si ricandida alle elezioni comunali del suo comune di appartenenza, dove vincerà diventando per la quinta volta Sindaco. È riconfermato alla guida dell'Amministrazione comunale di Castiglione Cosentino per esito della tornata elettorale dell'8 e 9 giugno 2024.

## Opere
- Un percorso straordinario verso una nuova Castiglione, 1989.
- Fare bene il bene comune: vent'anni di impegno nel mondo cattolico, nel sociale, nella politica e nelle istituzioni, 2001.
- Il sale della democrazia. L'attività politica a Castiglione Cosentino, 1983-2001: tra spunti polemici, risposte brucianti, inviti a riflettere e appelli appassionati, 2002.
- La Calabria che non c'è, 2009.